# Нестерпний тягар величезного таланту
«Нестерпний тягар величезного таланту» — американський комедійний бойовик 2022 року, знятий режисером Томом Гормікеном, у якому Ніколас Кейдж грає самого себе.

## Сюжет
Кар'єра голлівудського актора Ніколаса Кейджа складається не найкращим чином. Через це йому постійно дошкуляє «Нікі» — молодша й успішніша версія його самого з минулого. До того ж у Кейджа проблеми у стосунках із колишньою дружиною Олівією і дочкою Едді. Він вирішує піти з кіно і погоджується заради грошей поїхати на Майорку, щоб бути присутнім на дні народження місцевого мільярдера Хаві Гутьєрреса.
Спочатку Кейдж хоче якнайшвидше позбутися Хаві, але поступово переймається симпатією до нього. Агенти ЦРУ Вівіан і Мартін розповідають Кейджу, що Хаві розбагатів на торгівлі зброєю і стоїть за викраденням Марії, доньки місцевого політика; актор погоджується допомогти ЦРУ, хоча й сумнівається в достовірності почутого. Щоб затриматися в особняку мільярдера, він оголошує, що хоче написати разом із Хаві сценарій спільного фільму. Кейдж проникає в кімнату, в якій, на думку ЦРУ, може утримуватися захоплена дівчина, і виявляє, що це музей імені його самого.
У ЦРУ пропонують Кейджу ввести в сценарій сюжетну лінію з викраденням дівчини. Хаві ця лінія не подобається: він починає бачити тут зв'язок із сімейними проблемами Кейджа. Хаві привозить на Майорку Олівію та Едді, щоб усе владнати. Його двоюрідний брат Лукас, який виявляється торговцем зброєю і викрадачем Марії, попереджає його, що Кейдж працює на ЦРУ; Кейджу, зі свого боку, агенти повідомляють, що його викрито.
Хаві і Кейдж розуміють, що не можуть зашкодити одне одному, і тому об'єднуються проти Лукаса, тим паче, що той викрав ще й доньку Кейджа. Агенти ЦРУ гинуть від рук людей Лукаса. Кейдж проникає в укріплену резиденцію Лукаса під виглядом старого мафіозі, рятує і свою дочку, і Марію, і ховається в американському посольстві. Герої пишуть сценарій за мотивами своїх пригод, прем'єра їхнього фільму відбувається в Голлівуді. У фіналі Кейдж знаходить спільну мову зі своєю сім'єю..

## У ролях
- Ніколас Кейдж — Ніколас Кейдж
- Педро Паскаль — Хаві
- Тіффані Геддіш — Вівіан
- Шерон Хорган[en] — Олівія Хенсон
- Айк Барінгольц[en] — Мартін
- Ніл Патрік Гарріс — Річард Фінк
- Джейкоб Скіпіо — Карлос
- Алессандра Мастронарді — Габріела
- Демі Мур — Олівія
- Девід Ґордон Ґрін — камео

## Знімальна група
- Режисер — Том Гормікен
- Продюсери — Ніколас Кейдж, Майк Найлон, Крістін Берр, Кевін Турен, Еріка Мілутін
- Сценарій — Том Гормікен, Кевін Еттен
- Оператор — Найджел Блак
- Композитор — Марк Айшем
- Художник — Янош Сарньяс
- Монтаж — Мелісса Брезертон

## Виробництво
15 листопада 2019 року стало відомо, що компанія Lionsgate купила сценарій Тома Гормікена і Кевіна Еттена. Гормікен став режисером фільму, а Еттен — продюсером разом з Кейджем та іншими. Тоді ж з'явилася інформація про те, що Кейдж зіграє в картині вигадану версію самого себе. У серпні 2020 року було оголошено, що Педро Паскаль веде переговори про участь у проєкті в ролі Хаві, фанатика Кейджа, який не є тим, ким здається. У вересні 2020 року до акторського складу приєдналися Шерон Горґан і Тіффані Геддіш, в жовтні — Лілі Шин, в листопаді — Ніл Патрік Гарріс.
Зйомки почалися 5 жовтня 2020 року в Хорватії, в тому числі в місті Дубровник.
У лютому 2020 року було оголошено, що прем'єра фільму відбудеться 19 березня 2021 року, однак пізніше реліз відклали на 2022 рік.